# Sankt Johannes kyrka, Skövde
Sankt Johannes kyrka är en kyrkobyggnad som tillhör Skövde församling i Skara stift. Den ligger i stadsdelen Hentorp i centralorten i Skövde kommun. 

## Kyrkobyggnaden
Kyrkan uppfördes 1986-1987 efter ritningar av Hans-Erland Heineman. Tidigare fanns här ett kapell. Kyrkan har en fasad med rött tegel. Ihopbyggda med kyrkan finns vårdcentral och sjukhem.

## Inventarier
- Inne i kyrkan finns en skulpterad fågelvinge i förgyllt trä som har förfärdigats av Henrik Allert.
- Dopfunten är utförd i naturfärgad furu. Tillhörande cuppa med låg cylindrisk form är av mässing.
- Orgeln som invigdes 1990 är tillverkad av Walter Thür Orgelbyggen.